# Гогошу
Гогошу (рум. Gogoșu) је село у  Румунији у жупанији Мехединци. Према попису из  2021. Село је имало 1.046 становника. Гогошу је административни центар истоимене општине.

## Историја
Село се први пут се помиње 1607. године када је пола села припадало великом пехарнику Станцију. Село се због куге преселило на исток, на локацији где се село и данас налази. У центру села се налази православна црква посвећена Светом Димитрију која је саграђена у периоду од 1856. до 1859. године.

## Демографија
Према попису из 2002. године у селу је живело 1.205 становника и сви су били Румуни.